# Beverly Garland
Beverly Garland (California, 17 de octubre de 1926 - 5 de diciembre de 2008) fue una actriz estadounidense.

## Biografía
Nacida con el nombre Beverly Lucy Fessenden en Santa Cruz, California, hija de Amelia Rosa, quien trabajó en los negocios, y James Atkins Fessenden, un cantante y vendedor. Garland creció en Glendale, California. Sus roles de actuación de 1950 tendían a ser de mujeres difíciles que podían manejarse en situaciones de violencia. 1956 fue un año ocupado para Garland, interpretó el papel de la mujer de un marshal en el western Gunslinger, una fugitiva de la cárcel en Swamp Women, y la esposa de un científico que lucha contra un alienígena en It Conquered the World. Las tres películas fueron dirigidas por Roger Corman.

## Televisión
En 1957, Garland hizo historia en la televisión como la estrella de la serie Decoy, la primera serie de televisión estadounidense con una mujer en el papel estelar. Sin embargo, sólo duró una sola temporada de treinta y nueve episodios.
En la temporada televisiva 1964-1965, Garland coprotagonizó en el papel de Ellie Collins en la serie de ABC The Bing Crosby Show con Bing Crosby. Sus décadas de apariciones especiales en televisión van desde la primera temporada de Twilight Zone, hasta la última temporada de Lois & Clark: The New Adventures of Superman. En la década de 1980 tuvo un papel destacado en la serie El espantapájaros y la señora King, dando vida a la madre de la protagonista (Kate Jackson).
En 1994 participó en el episodio número 18 de la primera temporada de la serie "Friends", en el que interpreta a una experta jugadora de Poker llamada Tía Iris, la cual les enseña algunos trucos a su sobrina Mónica, a Rachel y Phoebe.
Por su contribución a la industria de la televisión, Garland tiene una estrella en el Paseo de la Fama en el 6801 del Hollywood Boulevard.